# Presidio
Presidio és una població dels Estats Units a l'estat de Texas. Segons el cens del 2000 tenia 4.167 habitants.

## Demografia
Segons el cens del 2000, Presidio tenia 4.167 habitants, 1.285 habitatges, i 1.033 famílies. La densitat de població era de 626 habitants/km².
Dels 1.285 habitatges en un 49,3% hi vivien nens de menys de 18 anys, en un 62,6% hi vivien parelles casades, en un 14,4% dones solteres, i en un 19,6% no eren unitats familiars. En el 18,8% dels habitatges hi vivien persones soles el 10,5% de les quals corresponia a persones de 65 anys o més que vivien soles. El nombre mitjà de persones vivint en cada habitatge era de 3,24 i el nombre mitjà de persones que vivien en cada família era de 3,73.
Per edats la població es repartia de la següent manera: un 37,2% tenia menys de 18 anys, un 8,7% entre 18 i 24, un 25,5% entre 25 i 44, un 17,4% de 45 a 60 i un 11,1% 65 anys o més.
L'edat mediana era de 28 anys. Per cada 100 dones de 18 o més anys hi havia 84,8 homes.
La renda mediana per habitatge era de 18.031 $ i la renda mediana per família de 19.601 $. Els homes tenien una renda mediana de 20.469 $ mentre que les dones 15.000 $. La renda per capita de la població era de 7.098 $. Aproximadament el 40,4% de les famílies i el 43% de la població estaven per davall del llindar de pobresa.

## Poblacions més properes
El següent diagrama mostra les poblacions més properes.